# Ressurreição da filha de Jairo

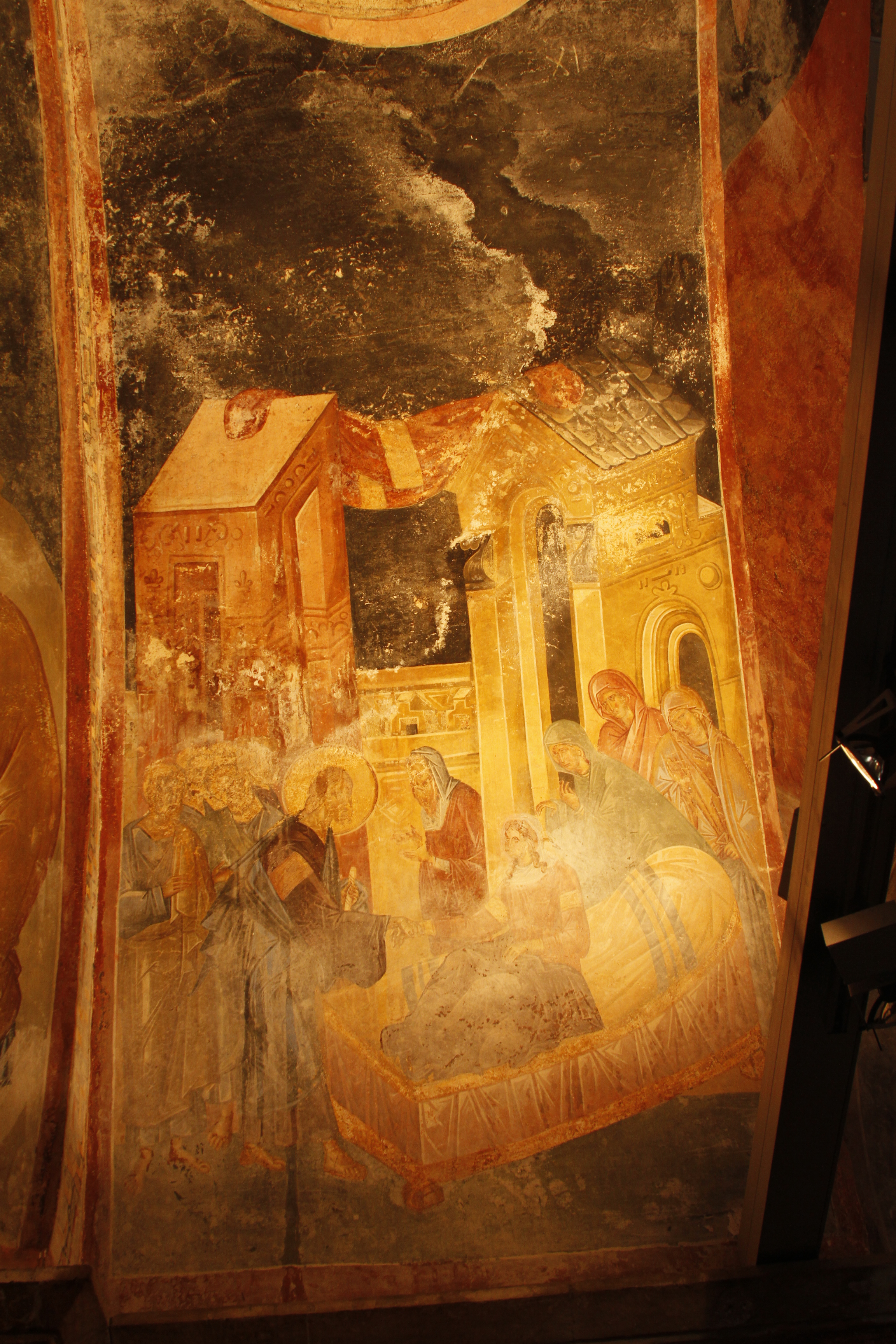
Jesus ressuscitando a filha de Jairo
Afresco na Igreja de Chora, em Istambul.

A Ressurreição da filha de Jairo é um dos milagres de Jesus e está relatado nos três evangelhos sinóticos (Mateus 9:18–26, Lucas 8:40–56 e Marcos 5:21–43). No relato em Marcos, a frase em aramaico Talitha qoum (transliterada para o grego como "Ταλιθὰ κούμ" e que pode ser traduzida como "Garotinha, eu te ordeno: Levanta!"), é atribuída a Jesus.
Este evento é uma das três vezes nos evangelhos canônicos que Jesus traz alguém de volta à vida (as outras foram a ressurreição do filho da viúva de Naim e a ressurreição de Lázaro).

## Milagre

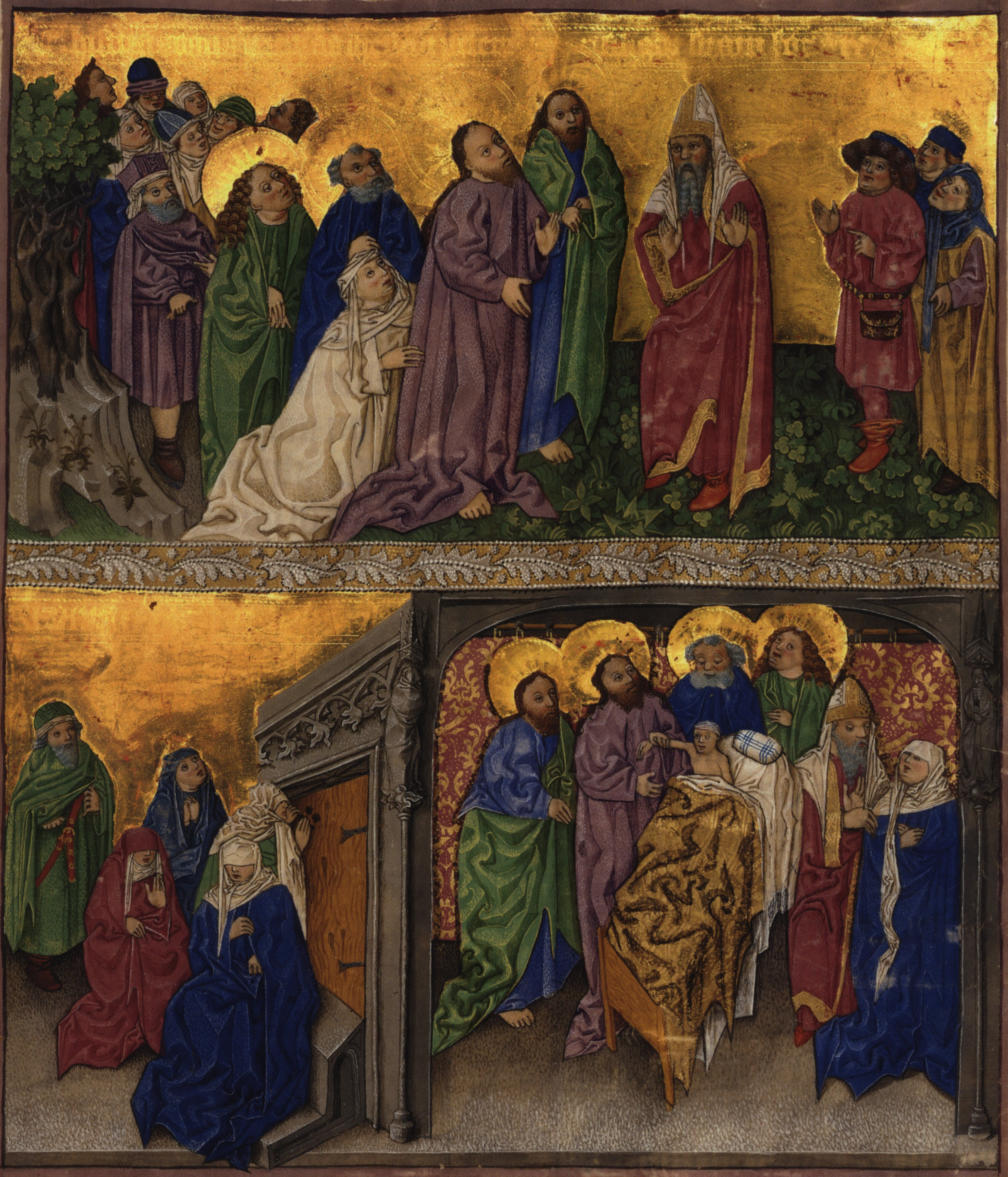
Iluminura em página de uma Bíblia alemã, de c. 1425-1430, representando a cura da mulher enferma e a ressurreição da filha de Jairo.

A história começa imediatamente após o exorcismo em Gérasa. Jairo, o chefe (um dos principais segundo Marcos 5:22) da sinagoga, pede a Jesus que cure sua filha moribunda. Porém, de acordo com Mateus, ela já estaria morta e não "morrendo". Conforme eles seguem para a casa de Jairo, uma mulher doente na multidão toca no manto de Jesus e é curada de sua enfermidade, no episódio que ficou conhecido como "Curando a mulher com sangramento".
Enquanto isso, a filha morreu, mas Jesus não se deteve e continuou até a casa e lá a trouxe de volta à vida. Ou, nas suas palavras, a "acordou".

## Interpretação
Donahue e Harrington afirmam que este episódio mostra que "fé, especialmente a demonstrada pela mulher com o sangramento, pode existir mesmo em situações aparentemente sem esperanças".
As histórias combinadas foram utilizadas como um exemplo de intercalação, com um incidente inserido na narrativa de outro, e de contraste, ao comparar a mulher mais velha com uma enfermidade havia 12 anos com uma garota de doze anos de idade. Michael Keene afirma que há uma ligação entre Jairo e a mulher: "A ligação entre eles é a fé, uma vez que tanto ele quanto a mulher sangrando a demonstram em abundância com relação a Jesus".
Walvoord e Zuck afirmam que: "O que parece ser uma interrupção desastrosa por conta da cura da mulher - enquanto a filha morria - na verdade assegurou a salvação da filha de Jairo. Ela teria sido ordenada pela providência e reforçou a fé de Jairo.". Lang também afirma que: "Esta interrupção iria servir tanto para testar quanto para reforçar a fé de Jairo".  
- Ministério de Jesus
- Harmonia evangélica
- Talita